# Ульрихштайн
Ульрихштайн (нем. Ulrichstein) — город в Германии, в земле Гессен. Подчинён административному округу Гиссен. Входит в состав района Фогельсберг.  Население составляет 3040 человек (на 31 декабря 2010 года). Занимает площадь 65,61 км². Официальный код — 06 5 35 018.